# Trioxys californicus
Trioxys californicus är en stekelart som beskrevs av Jaroslav Stary och Zuparko 1995. Trioxys californicus ingår i släktet Trioxys och familjen bracksteklar. Inga underarter finns listade i Catalogue of Life.